# Magnus Bergström
Bror Oskar Magnus Bergström, kallad "Skjorta", född 19 augusti 1915 i Degerfors, Örebro län, död 1 december 2000 i Degerfors, var en svensk fotbollsmålvakt.
Bergström debuterade i A-laget som 18-åring och gjorde under sina 20 år i Degerfors IF 369 matcher för A-laget. Under åren 1946–1951 gjorde Bergström sex A-landskamper.
Han var gift från 1939 med Eva Gunhild Bergström (1920–2003).